# 민나섬

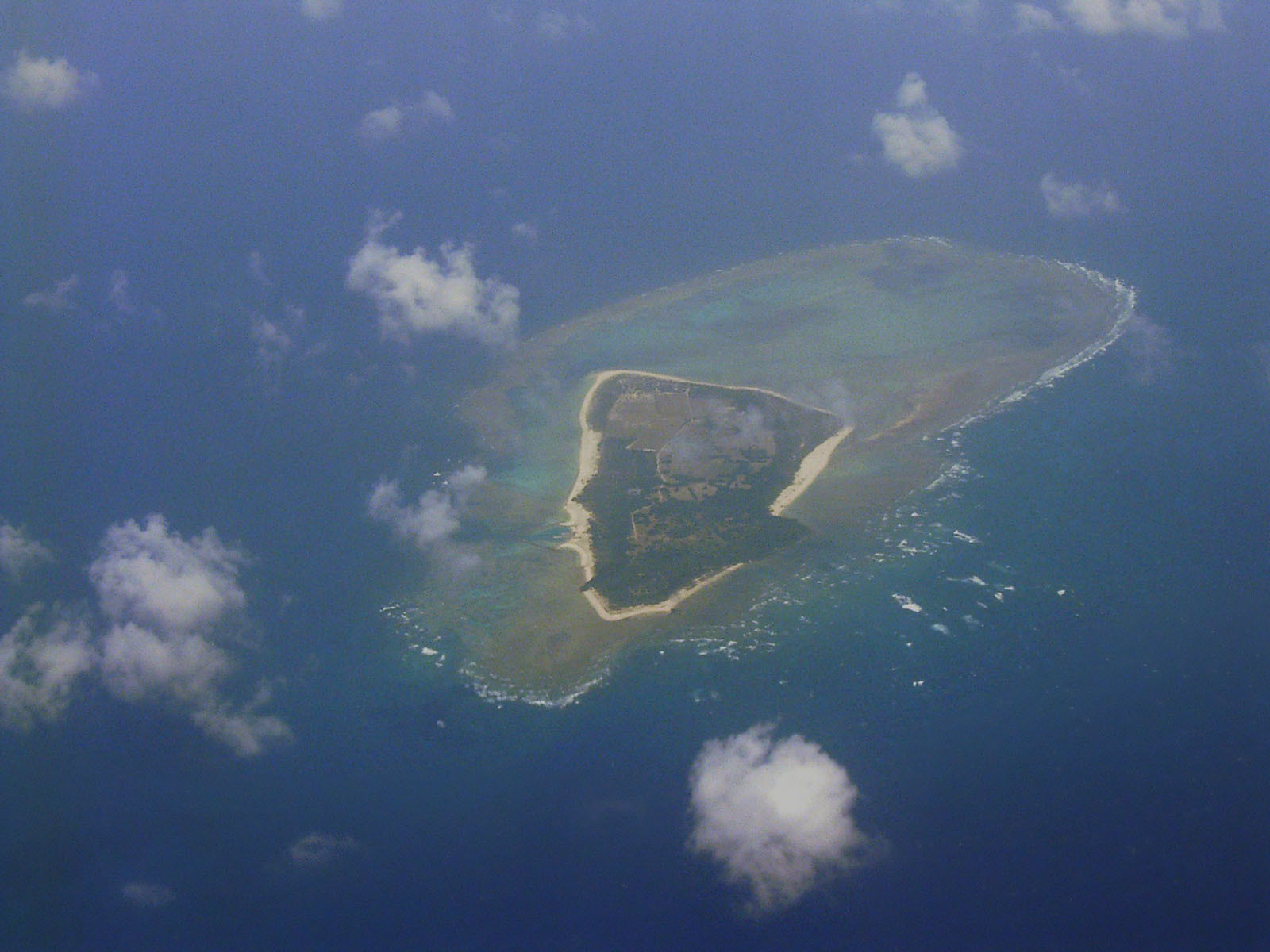

민나섬(일본어: 水納島/みんなじま, みんなしま)은 미야코 열도의 작은 유인도로, 오키나와현 미야코군 다라마촌에 속하며 다라마섬의 북쪽 12km에 위치하고 있다. 면적은 2.15km2.

## 역사
한때 약 200명이 어업에 종사하며 섬에 거주했으나, 태풍 피해나 물 부족 등 문제로 1961년 주민 18세대가 미야코섬으로 이주하여 인구가 격감하였다. 2016년 기준으로 이 섬에는 1세대의 5명만이 거주하며 소와 염소를 사육하고 있다.

## 교통
민나섬과 오키나와 본섬을 오가는 정기 여객선은 없고, 인근의 다라마섬에 소재한 항구인 마에도마리항에서 부정기 연락선이 가끔마다 운항하게 된다. 해당 선박은 차터편 전용 여객선인 "시라하마호"(しらはま)가 운항하게 되며, 소요시간은 약 20분 걸린다.
헬리포트는 긴급한 상황이 벌어질 때 해상보안청 소속 구급 헬기만 이용하는 것이 전부이지만, 민간용 전세 헬리콥터의 이용 실적도 역시 없다.

## 미디어
EBS 1TV의 《세계테마기행》에서도 소개되었다.